# Classe Oruç Reis
La classe Oruç Reis est un groupe de quatre petits sous-marins commandés par la marine turque et construits par la société britannique Vickers de Barrow-in-Furness avant la Seconde Guerre mondiale.

## Conception
Ils étaient de conception semblable à la classe S britannique. Ils étaient équipés de 4 tubes lance-torpilles d'étrave et d'un tube externe en poupe.

## Service
Les quatre sous-marins ont été réquisitionnés par la Royal Navy lors du déclenchement de la Seconde Guerre mondiale et ont été baptisés classe P611.
Deux sous-marins ont été livrés à la Turquie en 1942 afin de renforcer la force turque contre la menace de l'Allemagne nazie.
Le sous-marin britannique survivant a été livré à la marine turque après la fin de la guerre. Les trois bateaux turcs ont été démolis en 1957.
Le P614 et le P615 apparaissent dans le film Plongée à l'aube de 1943.

## Les sous-marins de classe Oruç Reis/P611
| N° de coque | Nom           | Lancement         | Service effectif  | Chantier naval                       | Fin de carrière                    |
| ----------- | ------------- | ----------------- | ----------------- | ------------------------------------ | ---------------------------------- |
| P614        | Burak Reis    | 19 octobre 1940   | 10 mars 1942      | Vickers-Armstrongs Barrow-in-Furness | détruit en 1957                    |
| P612        | Murat Reis    | 20 juillet 1940   | 7 janvier 1942    | Vickers-Armstrongs Barrow-in-Furness | détruit en 1957                    |
| P611        | Oruç Reis     | 19 juillet 1940   | 1er décembre 1941 | Vickers-Armstrongs Barrow-in-Furness | détruit en 1957                    |
| P615        | Uluç Ali Reis | 1er novembre 1940 | 3 avril 1942      | Vickers-Armstrongs Barrow-in-Furness | coulé le 18 avril 1943 par l'U-123 |